# ماريانا فيكيرت
ماريانا مولر فيكيرت (البرتغالية: Mariana Weickert، ولدت في 17 فبراير 1982) عارضة أزياء ومضيفة تلفزيونية برازيلية, التابعة لوكالة عارضات فورد. تم اختيارها من قبل مجلة فوغ الألمانية في 25 صحفة افتتاحية مع مصممين نيويورك الرئيسية.

## روابط خارجية
- ماريانا فيكيرت على موقع دليل عارضات الأزياء (الإنجليزية)
- Ford Models book